# Yvonne Cagle
Pour les articles homonymes, voir Cagle.
Yvonne Darlene Cagle est une astronaute américaine née le 24 avril 1959 à West Point (New York).

## Biographie
Yvonne Cagle a reçu son baccalauréat en biochimie de l'université d'État de San Francisco en 1981, et un doctorat en médecine de l'université de Washington en 1985. En complément, elle a effectué un stage de transition à l'hôpital général de Highland à Oakland en Californie en 1985 et a reçu un certificat en médecine aérospatiale de l'École de médecine aérospatiale de Brooks City-Base, au Texas, en 1988. Elle a ensuite terminé ses compétences en matière de médecine familiale à Ghent FP à l'Eastern Virginia Medical School en 1992 et a reçu la certification en tant que supérieur médecin examinateur de l'aviation de la Federal Aviation Administration en 1995.
Yvonne Cagle a été membre du groupe d'astronautes 16 (en 1996). Elle est actuellement affectée au Johnson Space Center's Space and Life Sciences Directorate.